# Клинтън (окръг, Мичиган)
Вижте пояснителната страница за други значения на Клинтън.
Окръг Клинтън (на английски: Clinton County) е окръг в щата Мичиган, Съединени американски щати. Площта му е 1489 km², а населението - 64 753 души (2000). Административен център е град Сейнт Джонс.